# Demeter (przedsiębiorstwo)
Demeter International e.V. – niemiecka organizacja certyfikująca biodynamiczną żywność. Jest to żywność wytwarzana zgodnie z zasadami antropozofii. Nazwa pochodzi od imienia greckiej bogini Demeter. Organizacja jest jedną z trzech głównych organizacji certyfikujących kawę
Znakiem towarowym Demeter firmowanych jest około 3500 różnych produktów. Produkty są sprzedawane w krajach Europy Zachodniej, Ameryki Północnej oraz Indiach. Dzięki przejściu procedury certyfikującej producent może liczyć na wzrost ceny końcowej produktu o 10-30%

## Historia
- 1924 Rudolf Steiner wygłasza serię ośmiu wykładów pod tytułem „Podstawy wiedzy duchowej dla powodzenia w rolnictwie” w Kobierzycach pod Wrocławiem
- 1928 Wprowadzono symbol Demeter i pierwsze standardy i systemy kontroli jakości które pozwalają zdobyć odpowiednie certyfikaty. W tym samym roku Rodolfo i Walter Peters zakładają pierwszą biodynamiczną plantację kawy, Finca Irlanda w Chipas, która po dziś dzień produkuje według tych samych standardów.
- 1931 Około 1000 farm stosuje wytyczne i tym samym tworzy żywność bidynamiczną.
- 1932 Zostaje założone Demeter-Wirtschaftsverbund.
- 1939 W Nowej Zelandii zostaje założone 'Bio-Dynamic Association' (Stowarzyszenie Bio-dynamiczne).
- 1941 Wszystkie organizacje związane z Demeter i miesięcznik „Demeter” zostają zakazane w Niemczech z rozkazu NSDAP.
- 1946 Zostaje założone 'Experimental Circle for Biodynamic farming methods' (Eksperymentalny krąg Biodynamicznych metod uprawy), przedstawiony jest pierwszy kurs po wojnie.
- 1950 Wydany zostaje pierwszy numer „Lebendige Erde” („Żyjąca Ziemia”), w Darmstadt zostaje założony 'Institute for Biodynamic Research' (Instytut Badań Biodynamicznych).
- 1954 Założenie „Demeter Bund” w Niemczech
- 1958 Założenie 'Arbeitsgemeinschaft fuer Verarbeitung und Vertrieb von Demeter-Erzeugnissen', organizacji mającej na celu koordynującej działania niemieckich wytwórców żywności biodynamicznej.
- 1963 Maria Thun tworzy Biodynamiczny kalendarz siewu i sadzenia (lub kalendarz gwiazdowy)[3]
- 1978 Rozpoczynają się długoterminowe próby porównawcze pomiędzy tradycyjnym i biodynamicznym podejściem do upraw ruszają w północnych Niemczech
- 1988 Zostaje założona Arbeitsgemeinschaft ökologischer Landbau
- 1994 Pierwszy doktorat związany z uprawami biodynamicznymi, „The rhythms of the moon” („Rytmy Księżyca”), napisana przez doktora Hartmuta Spiessa
- 1997 19 niezależnych organizacji Demeter z różnych krajów zrzesza się aby utworzyć Demeter-International e.V.
- 2002 Zostaje założona International Biodynamic Association (Międzynarodowa Organizacja Biodynamiczne w skrócie IBDA) której głównym celem jest koordynacja działań wszystkich komórek biodynamicznych oraz ochrona znaków „DEMETER” i „Biodynamiczny"
- 2016 Christoph Simpfendörfer, rolnik ze Stuttgartu zostaje pierwszym sekretarzem generalnym Demeter International[4]